# 배방산성
배방산성(排芳山城)은 대한민국 충청남도 아산시 배방읍, 성재산 정상에 있는 산성이다. 1988년 8월 30일 충청남도의 기념물 제67호로 지정되었다.

## 개요
충청남도 천안과 온양간의 국도 남쪽에 있는 해발 250m의 성재산 정상부를 테를 맨 모양으로 돌을 둘러쌓아 만든 산성이다.
성의 길이는 약 1500m이며, 성벽은 대부분 무너져 돌무지로 보이나 성의 남쪽에 15m 정도의 성벽이 남아 있다. 두께 12m, 길이 0.5m 정도의 자연할석을 이용하여 성벽을 쌓았고, 안쪽에 석재·잡석을 이용하여 너비 3∼4m를 길이모쌓기(돌의 길이가 표면에 나타나게 가로 쌓는 일)로 하였다. 하단에서 상단으로 갈수록 약간 안쪽으로 경사지게 쌓았는데, 복원한다면 높이는 5∼6m 정도로 추정된다.
『신증동국여지승람』에 성의 둘레 3,313척, 높이 13척이며, 성 안에 2개의 우물과 군수물자를 비축해 두었던 군창이 있었다고 기록되어 있는데, 지금도 여러 곳에 건물터가 남아있다. 성 안에서 백제의 토기조각들이 발견되고 있어 백제시대에 쌓은 성으로 추정된다.
전설에 의하면 백제 개로왕 원년(445)에 공수라는 칠순노인이 성배와 성방이라는 쌍둥이 남매를 데리고 있었는데, 성배가 성방에게 무릎을 꿇었다해서 두 남매의 이름을 따서 배방산 복부성(伏俯城)이라 했다고 한다. 또 형태가 솥을 엎어놓은 모양이어서 복부성(伏釜城)이라고도 한다.

## 현지 안내문
배방산성은 신흥리 감택마을의 동쪽에 솟아 있는 표고 250m의 성재산 정상부에 축조되어 있는 석축 산성이다. 성벽은 두께 10~20cm에 너비 40~50cm 정도 되는 납작한 돌을 이용하여 바른층 쌓기로 쌓았으며 한쪽 벽면은 자연지형을 그대로 이용하고 한쪽 벽면만 돌을 이용해 쌓은 편축식으로 축성하였다. 신증동국여지승람에 의하면 배방산성의 둘레는 3,313척이고 높이가 13척이며, 2개의 우물과 군창이 있었다고 전하나, 언제 무슨 목적으로 축성되었는지에 대해서는 기록에서 확인할 수 없다.
성과 관련된 전설이 전하는데 다음과 같다. 개로왕때에 성배와 성방이라는 쌍둥이 남매를 거느린 공수란 칠순노파가 있었다. 노파는 이 둘이 호적수라 매일 다투자 이들 중 한명이 사라져야 다툼이 사라질 것이라 생각하고 이 둘에게 경쟁을 시켰는데, 배는 성을 쌓게 하고 방은 한성에서 검정황소를 찾아오게 하였다. 배의 성은 완성이 눈앞에 있었으나 방을 아꼈던 노파의 방해로 방에게 경쟁에서 지게 되어 스스로 목숨을 끊게 되었다. 배가 방에게 무릎을 꿇었다 하여 이 성을 배방산성 혹은 복부성이라 부르게 되었다 한다. 또한 나말려초에 온수군 방운 공이 고려의 유금필장군 막하에서 큰 공을 세워 탕정군 일대에 식읍으로 하사받고 산성내 후손들이 세거하게 되어 그 일족을 온양방씨라 하였으며, 산성을 배방산성이라 불렀다 하기도 한다.

## 참고 자료
- 배방산성 - 국가유산청 국가유산포털